# Apocalypse II: Revelation
Revelation é um filme americano de 1999, dos gêneros de ficção cristã e terror, dirigido por André Van Herrden.

## Sinopse
O Apocalipse está se aproximando e milhões de pessoas em todo o planeta já foram arrebatadas para o Céu, entre elas, a família do agente policial Thorold Stone. Numa procura desesperada por uma explicação, ele se junta a um grupo de cristãos (apesar de não acreditar em Deus) para tentar salvar as almas de pessoas que ainda não foram influenciadas pelo suposto Anticristo, o Messias demoníaco Franco Macalousso.

## Elenco
- Jeff Fahey — Thorold Stone
- Tony Nappo — Willie Spino
- Carol Alt — Cindy Bolton
- Leigh Lewis — Helen Hannah
- Nick Mancuso — Franco Macalousso
- David Roddis — Len Parker
- Marium Carvell — Selma Davis
- Rick Demas — David Nidd
- Patrick Gallagher — Jake Goss